# Moviment per la Independència Nacional de Letònia
Moviment per la Independència Nacional de Letònia (letó (Latvijas Nacionālās Neatkarības Kustība, LNNK) fou un partit polític de Letònia d'ideologia nacionalista fundat el 1988 com a ala radical del moviment nacionalista en els darrers anys de govern soviètic per Eduards Berklavs, Aleksandrs Kiršteins, Andrejs Krastiņš, Visvaldis Lācis, Einars Repše i Juris Dobelis. A diferència del Front Popular de Letònia, que d'antuvi es conformava amb una gran autonomia, reclamava sense embuts la independència total de Letònia restablint la legalitat interrompuda amb la invasió de l'Exèrcit Roig el 1940.
Quan Letònia es va independitzar es constituí en partit polític i va obtenir 15 escons a les eleccions legislatives letones de 1993, la segona força política. Proposà com a candidat a primer ministre de Letònia Joachim Siegerist, que va perdre per un vot. També va guanyar l'alcaldia de Riga a les eleccions municipals. A les eleccions legislatives letones de 1995 va perdre la meitat de la seva representació i des de les eleccions de 1998 es va presentar conjuntament amb Per la Pàtria i la Llibertat, un altre partit de dreta amb orígens similars en el moviment d'independència letó.

## Resultats electorals
| Any  | Vots            | %               | Escons   | +/- |
| ---- | --------------- | --------------- | -------- | --- |
| 1993 | 149,347         | 13.35           | 15 / 100 | Nou |
| 1995 | Coalició NKP-ZP | Coalició NKP-ZP | 4 / 100  | 11  |